# Eckental
Eckental è un comune tedesco di 14 046 abitanti, situato nel land della Baviera.